# Lijst van afleveringen van Seinfeld
Dit is een lijst met afleveringen van de Amerikaanse televisieserie Seinfeld. De serie telt 9 seizoenen. Een overzicht van alle afleveringen is hieronder te vinden.

## Seizoen 1
| Nr. | Titel aflevering        | Uitzenddatum VS |
| --- | ----------------------- | --------------- |
| 1   | The Seinfeld Chronicles | 5 juli 1989     |
| 2   | The Stakeout            | 31 mei 1990     |
| 3   | The Robbery             | 7 juni 1990     |
| 4   | Male Unbonding          | 14 juni 1990    |
| 5   | The Stock Tip           | 21 juni 1990    |

## Seizoen 2
| Nr. | Titel aflevering       | Uitzenddatum VS  |
| --- | ---------------------- | ---------------- |
| 1   | The Ex-Girlfriend      | 23 januari 1991  |
| 2   | The Pony Remark        | 30 januari 1991  |
| 3   | The Jacket             | 6 februari 1991  |
| 4   | The Phone Message      | 13 februari 1991 |
| 5   | The Apartment          | 4 april 1991     |
| 6   | The Statue             | 11 april 1991    |
| 7   | The Revenge            | 18 april 1991    |
| 8   | The Heart Attack       | 25 april 1991    |
| 9   | The Stranded           | 27 november 1991 |
| 10  | The Baby Shower        | 16 mei 1991      |
| 11  | The Chinese Restaurant | 23 mei 1991      |
| 12  | The Busboy             | 26 juni 1991     |
| 13  | The Deal               | 2 mei 1991       |

## Seizoen 3
| Nr. | Titel aflevering      | Uitzenddatum VS   |
| --- | --------------------- | ----------------- |
| 1   | The Note              | 18 september 1991 |
| 2   | The Truth             | 25 september 1991 |
| 3   | The Pen               | 2 oktober 1991    |
| 4   | The Dog               | 9 oktober 1991    |
| 5   | The Library           | 16 oktober 1991   |
| 6   | The Parking Garage    | 30 oktober 1991   |
| 7   | The Cafe              | 6 november 1991   |
| 8   | The Tape              | 13 november 1991  |
| 9   | The Nose Job          | 20 november 1991  |
| 11  | The Alternate Side    | 4 december 1991   |
| 12  | The Red Dot           | 11 december 1991  |
| 13  | The Subway            | 8 januari 1992    |
| 14  | The Pez Dispenser     | 15 januari 1992   |
| 15  | The Suicide           | 29 januari 1992   |
| 16  | The Fix Up            | 5 februari 1992   |
| 17  | The Boyfriend: Part 1 | 12 februari 1992  |
| 18  | The Boyfriend: Part 2 | 12 februari 1992  |
| 19  | The Limo              | 26 februari 1992  |
| 20  | The Good Samaritan    | 4 maart 1992      |
| 21  | The Letter            | 25 maart 1992     |
| 22  | The Parking Space     | 22 april 1992     |
| 23  | The Keys              | 6 mei 1992        |

## Seizoen 4
| Nr. | Titel aflevering    | Uitzenddatum VS   |
| --- | ------------------- | ----------------- |
| 1   | The Trip: Part 1    | 12 augustus 1992  |
| 2   | The Trip: Part 2    | 19 augustus 1992  |
| 3   | The Pitch           | 9 september 1992  |
| 4   | The Ticket          | 16 september 1992 |
| 5   | The Wallet          | 23 september 1992 |
| 6   | The Watch           | 30 september 1992 |
| 7   | The Bubble Boy      | 6 oktober 1992    |
| 8   | The Cheever Letters | 27 oktober 1992   |
| 9   | The Opera           | 4 november 1992   |
| 10  | The Virgin          | 11 november 1992  |
| 11  | The Contest         | 18 november 1992  |
| 12  | The Airport         | 25 november 1992  |
| 13  | The Pick            | 16 december 1992  |
| 14  | The Movie           | 6 januari 1993    |
| 15  | The Visa            | 27 januari 1993   |
| 16  | The Shoes           | 4 februari 1993   |
| 17  | The Outing          | 11 februari 1993  |
| 18  | The Old Man         | 18 februari 1993  |
| 19  | The Implant         | 25 februari 1993  |
| 20  | The Handicap Spot   | 13 mei 1993       |
| 21  | The Junior Mint     | 17 maart 1993     |
| 22  | The Smelly Car      | 15 april 1993     |
| 23  | The Pilot           | 20 mei 1993       |

## Seizoen 5
| Nr. | Titel aflevering        | Uitzenddatum VS   |
| --- | ----------------------- | ----------------- |
| 1   | The Mango               | 16 september 1993 |
| 2   | The Puffy Shirt         | 23 september 1993 |
| 3   | The Glasses             | 30 september 1993 |
| 4   | The Sniffing Accountant | 7 oktober 1993    |
| 5   | The Bris                | 14 oktober 1993   |
| 6   | The Lip Reader          | 28 oktober 1993   |
| 7   | The Non-Fat Yogurt      | 4 november 1993   |
| 8   | The Barber              | 11 november 1993  |
| 9   | The Masseuse            | 18 november 1993  |
| 10  | The Cigar Store Indian  | 9 december 1993   |
| 11  | The Conversion          | 16 december 1993  |
| 12  | The Stall               | 6 januari 1994    |
| 13  | The Dinner Party        | 3 februari 1994   |
| 14  | The Marine Biologist    | 10 februari 1994  |
| 15  | The Pie                 | 17 februari 1994  |
| 16  | The Stand-In            | 24 februari 1994  |
| 17  | The Wife                | 17 maart 1994     |
| 18  | The Raincoats           | 28 april 1994     |
| 19  | The Fire                | 5 mei 1994        |
| 20  | The Hamptons            | 12 mei 1994       |
| 21  | The Opposite            | 19 mei 1994       |

## Seizoen 6
| Nr. | Titel aflevering        | Uitzenddatum VS   |
| --- | ----------------------- | ----------------- |
| 1   | The Chaperone           | 22 september 1994 |
| 2   | The Big Salad           | 29 september 1994 |
| 3   | The Pledge Drive        | 6 oktober 1994    |
| 4   | The Chinese Woman       | 13 oktober 1994   |
| 5   | The Couch               | 27 oktober 1994   |
| 6   | The Gymnast             | 3 november 1994   |
| 7   | The Soup                | 10 november 1994  |
| 8   | The Mom and Pop Store   | 17 november 1994  |
| 9   | The Secretary           | 8 december 1994   |
| 10  | The Race                | 15 december 1994  |
| 11  | The Switch              | 5 januari 1995    |
| 12  | The Label Maker         | 19 januari 1995   |
| 13  | The Scofflaw            | 26 januari 1995   |
| 14  | Highlights of a Hundred | 2 februari 1995   |
| 15  | The Beard               | 9 februari 1995   |
| 16  | The Kiss Hello          | 16 februari 1995  |
| 17  | The Doorman             | 23 februari 1995  |
| 18  | The Jimmy               | 16 maart 1995     |
| 19  | The Doodle              | 6 april 1995      |
| 20  | The Fusilli Jerry       | 27 april 1995     |
| 21  | The Diplomat's Club     | 4 mei 1995        |
| 22  | The Face Painter        | 11 mei 1995       |
| 23  | The Understudy          | 18 mei 1995       |

## Seizoen 7
| Nr. | Titel aflevering   | Uitzenddatum VS   |
| --- | ------------------ | ----------------- |
| 1   | The Engagement     | 21 september 1995 |
| 2   | The Postponement   | 28 september 1995 |
| 3   | The Maestro        | 5 oktober 1995    |
| 4   | The Wink           | 12 oktober 1995   |
| 5   | The Hot Tub        | 19 oktober 1995   |
| 6   | The Soup Nazi      | 2 november 1995   |
| 7   | The Secret Code    | 9 november 1995   |
| 8   | The Pool Guy       | 16 november 1995  |
| 9   | The Sponge         | 7 december 1995   |
| 10  | The Gum            | 14 december 1995  |
| 11  | The Rye            | 4 januari 1996    |
| 12  | The Caddy          | 25 januari 1996   |
| 13  | The Seven          | 1 februari 1996   |
| 14  | The Cadillac       | 8 februari 1996   |
| 15  | The Shower Head    | 15 februari 1996  |
| 16  | The Doll           | 22 februari 1996  |
| 17  | The Friars Club    | 7 maart 1996      |
| 18  | The Wig Master     | 4 april 1996      |
| 19  | The Calzone        | 25 april 1996     |
| 20  | The Bottle Deposit | 2 mei 1996        |
| 21  | The Wait Out       | 9 mei 1996        |
| 22  | The Invitations    | 16 mei 1996       |

## Seizoen 8
| Nr. | Titel aflevering     | Uitzenddatum VS   |
| --- | -------------------- | ----------------- |
| 1   | The Foundation       | 19 september 1996 |
| 2   | The Soul Mate        | 26 september 1996 |
| 3   | The Bizarro Jerry    | 3 oktober 1996    |
| 4   | The Little Kicks     | 10 oktober 1996   |
| 5   | The Package          | 17 oktober 1996   |
| 6   | The Fatigues         | 31 oktober 1996   |
| 7   | The Checks           | 7 november 1996   |
| 8   | The Chicken Roaster  | 14 november 1996  |
| 9   | The Abstinence       | 21 november 1996  |
| 10  | The Andrea Doria     | 28 november 1996  |
| 11  | The Little Jerry     | 9 januari 1997    |
| 12  | The Money            | 16 januari 1997   |
| 13  | The Comeback         | 30 januari 1997   |
| 14  | The Van Buren Boys   | 6 februari 1997   |
| 15  | The Susie            | 13 februari 1997  |
| 16  | The Pothole          | 20 februari 1997  |
| 17  | The English Patient  | 13 maart 1997     |
| 18  | The Nap              | 10 april 1997     |
| 19  | The Yada Yada        | 24 april 1997     |
| 20  | The Millennium       | 1 mei 1997        |
| 21  | The Muffin Tops      | 8 mei 1997        |
| 22  | The Summer of George | 15 mei 1997       |

## Seizoen 9
| Nr. | Titel aflevering      | Uitzenddatum VS   |
| --- | --------------------- | ----------------- |
| 1   | The Butter Shave      | 25 september 1997 |
| 2   | The Voice             | 2 oktober 1997    |
| 3   | The Serenity Now      | 9 oktober 1997    |
| 4   | The Blood             | 16 oktober 1997   |
| 5   | The Junk Mail         | 30 oktober 1997   |
| 6   | The Merv Griffin Show | 6 november 1997   |
| 7   | The Slicer            | 13 november 1997  |
| 8   | The Betrayal          | 20 november 1997  |
| 9   | The Apology           | 11 december 1997  |
| 10  | The Strike            | 18 december 1997  |
| 11  | The Dealership        | 8 januari 1998    |
| 12  | The Reverse Peephole  | 15 januari 1998   |
| 13  | The Cartoon           | 29 januari 1998   |
| 14  | The Strongbox         | 5 februari 1998   |
| 15  | The Wizard            | 26 februari 1998  |
| 16  | The Burning           | 19 maart 1998     |
| 17  | The Bookstore         | 9 april 1998      |
| 18  | The Frogger           | 23 april 1998     |
| 19  | The Maid              | 30 april 1998     |
| 20  | The Puerto Rican Day  | 7 mei 1998        |
| 21  | The Finale: Part 1    | 14 mei 1998       |
| 22  | The Finale: Part 2    | 14 mei 1998       |